# Шимилен
Шимилен (фр. Chimilin) — коммуна во Франции, находится в регионе Рона — Альпы. Департамент коммуны — Изер. Входит в состав кантона Шартрёз-Гье. Округ коммуны — Ла-Тур-дю-Пен.
Код INSEE коммуны — 38104. Население коммуны на 1999 год составляло 1144 человека. Населённый пункт находится на высоте от 228 до 362 метров над уровнем моря. Муниципалитет расположен на расстоянии около 440 км юго-восточнее Парижа, 65 км восточнее Лиона, 45 км севернее Гренобля. Мэр коммуны — Robert Arbaretaz, мандат действует на протяжении 2008—? гг.
Динамика населения (INSEE):